# František Pokora

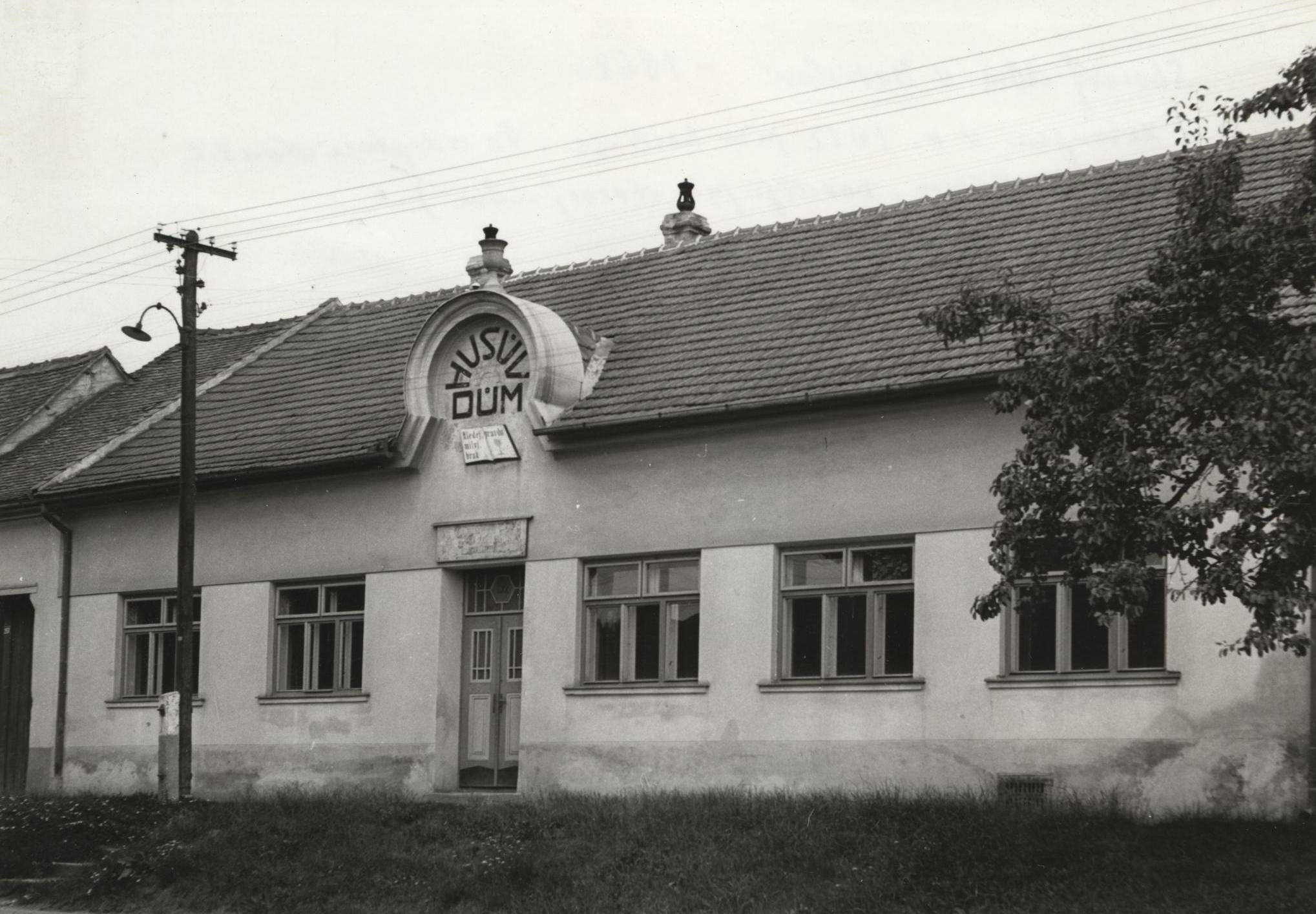
Husův dům v Nosislavi

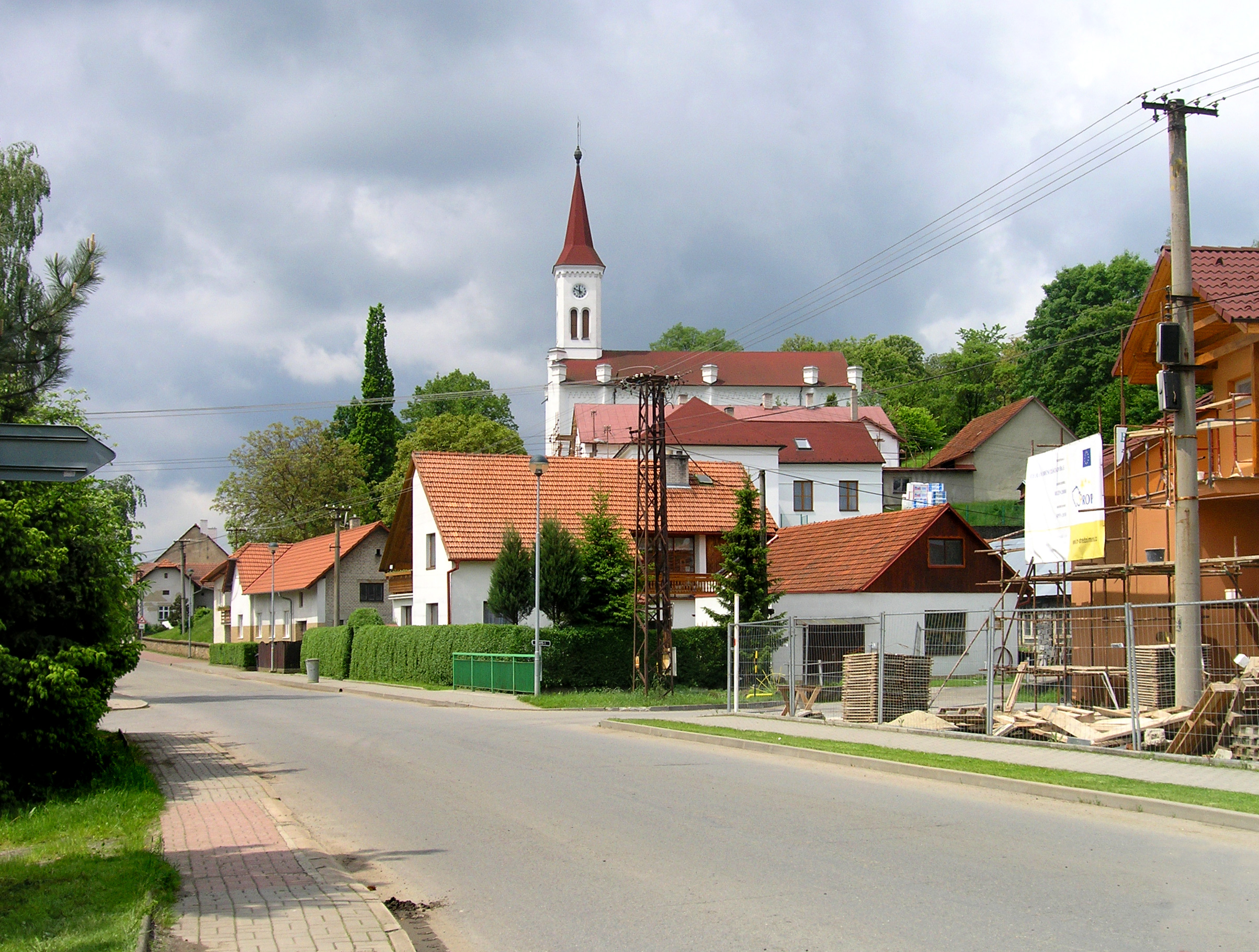
Zádveřice, pohled na vesnici s evangelickým kostelem

František Pokora (16. června 1870, Český Brod – 12. února 1947, Uherské Hradiště) byl český evangelický duchovní a prozaik.
Maturoval v Kolíně v roce 1892. Při studiu práv v Praze se seznámil s profesorem T. G. Masarykem a na jeho doporučení přešel na studium teologie do Vídně. Působil nejprve ve sboru v Miroslavi v letech 1896–1904, posléze v Zádveřicích v letech 1904–1908 a v Táboře jako diasporní kazatel v letech 1908–1910. Od června 1910 do ledna 1922 byl farářem sboru v Nosislavi. S jeho působením v Nosislavi je spojena existence sirotčince (1914–1926) v nově zakoupeném Husově domě (koupen r. 1912, pojmenován „Husův“ r. 1915).
V letech 1922–1937 působil jako farář opět ve sboru v Zádveřicích. V době svého působení v Zádveřicích se ujal evangelíků, pracujících v Baťových závodech ve Zlíně. Roku 1922 pečoval o skupinu 20 osob, o deset let později o 211 rodin a pět set mládežníků. Roku 1935 byl ve Zlíně utvořen filiální sbor; k osamostatnění zlínského sboru došlo o rok později.
Od 1. ledna 1938 byl František Pokora ve výslužbě; žil na odpočinku v Kroměříži a Uherském Hradišti. Odpočívá na hřbitově v Zádveřicích, kde je pohřbena i jeho manželka Marie a oba synové.